# Jamu Mic, Banatul de Sud
Jamu Mic (sârbă Mali Žam, maghiară Kiszsám, germană Kleinscham) este o localitate în Districtul Banatul de Sud, Voivodina, Serbia.

### Istorie
Numele inițial al acestei așezări a fost Cham.
În 1372, a fost menționat satul Cham, aflat în posesia conducătorului din Krašov. Localitatea a supraviețuit stăpânirii turcești și a devenit, în 1597, posesiunea lui Franjo Šarkezi. Locuitorii erau sârbi. În anul 1713 erau 12 case în Jamu.
După cucerirea Timișoarei, în 1716, această așezare a fost anexată districtului Vârșeț al Banatului Timișoarei. În 1717 sunt menționate 25 de case. Probabil că în anii 1740, odată cu venirea românilor, populația a crescut foarte mult, astfel încat, în 1749, erau menționate 80 de case. 
În 1752 erau 77 de case, iar în 1752 a fost ridicată prima biserică de piatră. Erau doi preoți în acei ani. În 1774, auditorul imperial austriac Erler a declarat că locul „Jam” aparține districtului Jam, districtul Vršac, iar populația este predominant românească. 

Registrele bisericești au început să fie păstrate în 1778. În 1781, guvernul imperial a repartizat această așezare districtului Maidan. În 1793 au început să imigreze români din Jamu Mare. O a doua biserică de piatră a fost construită în 1789. Este menționată o școala cu un învățător care preda la 12 elevi. Numele stăpânului era Trajil Dragija.

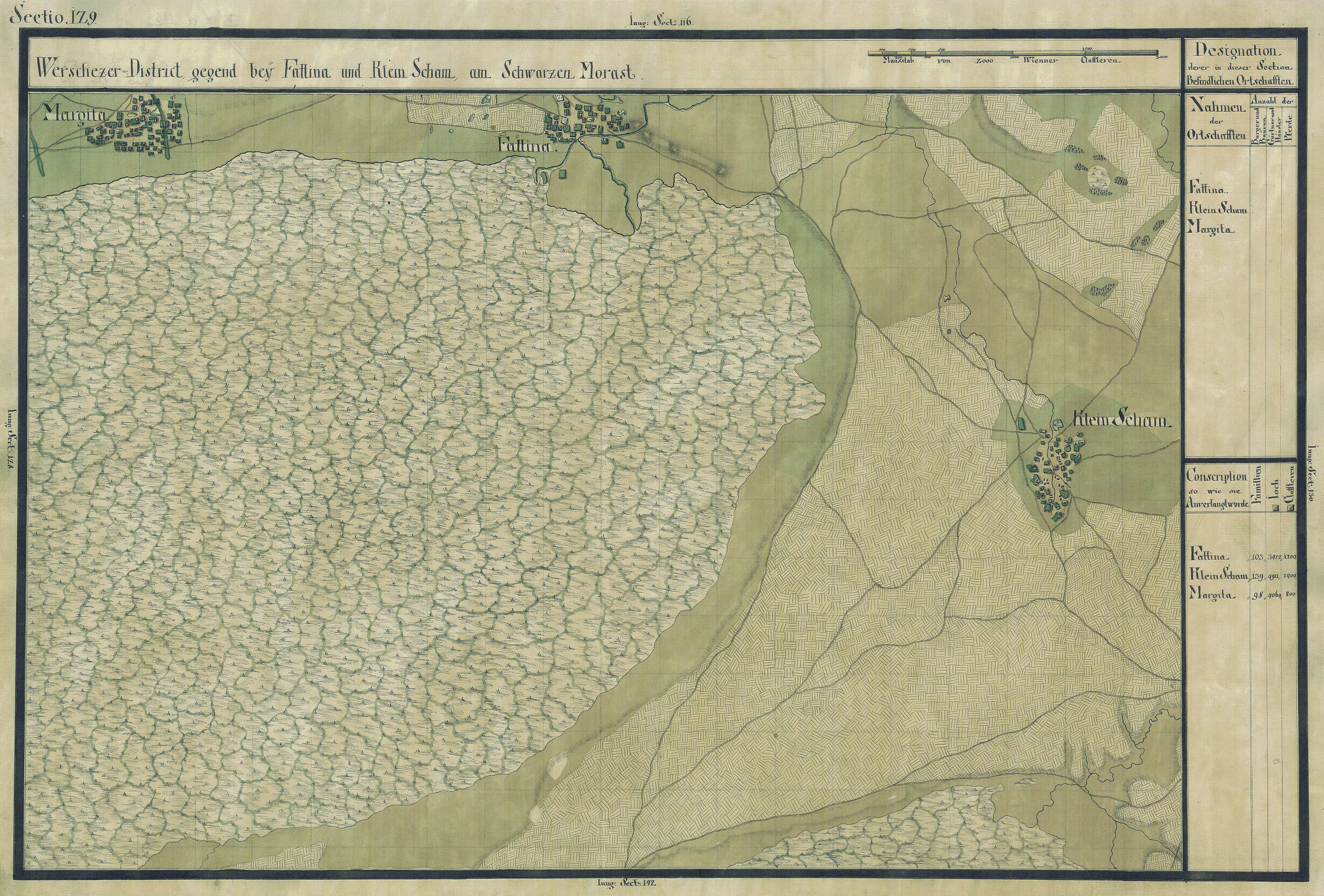
Jamu Mic în Harta Iosefină a Banatului, 1769-72

În 1821, un incendiu a izbucnit în localitate. În același an a fost construită o școală. 
În 1826, László Karácsonyi de Beodra a cumparat localitățile Jamu Mic și Jamu Mare. 
În 1832 au fost recenzați 1.252 de ortodocși, majoritatea români, și 2 catolici. 
În 1846 erau 1.292 de locuitori, români, iar școala avea 28 de elevi.
În 1838 erau doar 13 catolici. În anii 1840 au început să se stabilească aici germani din Jamu Mare și Moravița, acestia numarând, deja, 327 de persoane în 1848. Aceștia aveau propriul lor cimitir. 
La începutul anului 1848, de când incendiile răuvoitoare au devenit tot mai frecvente, germanii au început să se mute, astfel încât, in 1851, mai existau 75 de catolici, iar în 1852 doar 15 catolici.
Jamu Mic avea 1022 de locuitori în 1854. În jurul anului 1870 a fost construită o nouă școală.
În 1874 sârbii s-au separat de români și și-au construit o biserică proprie, iar în 1884, românii au construit o nouă biserică.
În 1888 moșia conacului a fost împărțită: o jumătate a intrat în stăpânirea contesei Ilma Karácsonyi, iar cealaltă jumătate în stăpânirea Alexandrei și al lui Guido Karácsonyi. În 1897 Contele Guido a preluat partea Alexandrei, care s-a căsătorit cu contele János Hadik.
La începutul secolului al XX-lea, în Jamu Mic locuiau 202 sârbi, dar nu exista școală elementară în limba sârbă.
În noiembrie 1918, armata sârbă a intrat în Jamu Mic, iar în 1919 a fost anexată la Serbia.
În anul 1921 existau 677 de locuitori, dintre care 38 de sârbi, 14 de cehi, 608 de români, 2 germani și 15 maghiari.
Cei mai mari proprietari au fost: familiile Genči, Obradović, Past, Peša, Spatariu.

### Demografie
În Jamu Mic trăiesc 324 de adulți, iar vârsta medie a populației este de 46,2 ani (44,9 pentru bărbați și 47,4 pentru femei). În localitate sunt 156 de gospodării, iar numărul mediu de membri per gospodărie este de 2,43.
Structura etnica in 2002 era:
- români: 229
- sârbi: 108
- iugoslavi: 14
- maghiari: 13
- macedoneni: 11
- ruși: 2
1. ↑  , Republicki geodetski zavod[*] http://web.archive.org/web/20160530172604/http://www.rgz.gov.rs/upload/web/Spisak%20KO-20150521.zip, arhivat din original la 30 mai 2016 Lipsește sau este vid: |title= (ajutor)
2. ↑  Ј.Ј. Ерлер: "Банат", Панчево 2003.